# Istorija Irske
Irska država je nastala 1922. godine kao Irska slobodna država, dominion Britanskog komonvelta, koja se odvojila od Velike Britanije po Anglo-irskom sporazumu. Ona se sastoji od 26 od ukupno 32 okruga ostrva Irske. Ustav iz 1937. je preimenovao državu u Irska. Godine 1949. izričito je postala republika, pod uslovima iz Zakona o Irskoj iz 1948. godine, čime je okončala svoje članstvo u Britanskom komonveltu. Irska se 1973. godine pridružila Evropskoj zajednici.
Irska slobodna država je po svom osnivanju bila uvučena u građanski rat između nacionalista koji su podržavali sporazum i protivnika koji su zahtevali republiku. Prosporazumna strana, organizovana kao Cumann na nGaedheal (Društvo Gala), odnela je prevagu u sukobu i pobedila na narednim izborima. Oni su formirali vladu države do 1932. godine, kada su mirno predali vlast antisporazumskoj frakciji u Fijana Folu, koja ih je pobedila na izborima. Irska država je, uprkos nasilnim počecima, tokom svog postojanja ostala liberalna demokratija. Promene u 1930-ima uklonile su mnoge od veza s Britanijom uspostavljene po sporazumu, a neutralnošću Irske u Drugom svetskom ratu pokazana je nezavisnost Britanije u spoljnopolitičkim pitanjima.
U ekonomskoj sferi irska država je imala mešovite performanse. Po nezavisnosti, to je bila jedna od bogatijih zemalja u Evropi po glavi stanovništva. Međutim, ona je od Britanske vladavine nasledila probleme nezaposlenosti, emigracije, neravnomernog geografskog razvoja i nedostatka matične industrijske baze. Tokom većeg dela svoje istorije država se borila da sanira ove probleme. Posebni vrhunci emigracije zabeleženi su tokom 1930-ih, 1950-ih i 1980-ih, kada je irska ekonomija beležila mali rast.
Tokom 1930-ih vlada Fijana Fola pokušala je da stvori irsku domaću industriju koristeći subvencije i zaštitne tarife. U kasnim pedesetim godinama ove politike su odbačene u korist slobodne trgovine sa odabranim zemljama i podsticanja stranih investicija niskim porezima. Ovo se proširilo kada je Irska ušla u Evropsku ekonomsku zajednicu 1973. Tokom devedesetih i 2000-ih, Irska je doživela ekonomski procvat poznat kao Keltski tigar, u kojem je BDP zemlje nadmašio mnoge evropske susede. Imigracija je takođe nadmašila emigraciju, dovodeći tako državno stanovništvo na preko 4 miliona. Međutim, od 2008. Irska je doživela ozbiljnu krizu u bankarskom sektoru i vezanu za državni dug. Rezultat ekonomskog pada produbio je efekat svetske recesije na Irsku.
Od 1937. do 1998. godine Irski ustav je uključivao iredentističku tvrdnju o Severnoj Irskoj kao delu nacionalne teritorije. Međutim, država se takođe protivila i koristila svoje snage bezbednosti protiv onih oružanih grupa - uglavnom Provizione irske republikanske vojske - koje su pokušale da ujedine Irsku silom. To se desilo 1950-ih, tokom 1970-ih i 1980-ih i nastavlja se u smanjenim razmerama. Irske vlade su u međuvremenu pokušale da postignu sporazum o sukobu poznat kao Problemi sa Severnom Irskom od 1968. do kraja 1990-ih. Britanska vlada zvanično je priznala pravo irske vlade da bude strana u pregovorima o Severu u Anglo-irskom sporazumu iz 1985. Godine 1998, kao deo Sporazuma iz Belfasta, Irski ustav je izmenjen referendumom da bi se teritorijalni zahtev za Severnu Irsku uklonio i umesto toga proširilo se pravo na irsko državljanstvo svim ljudima na ostrvu ukoliko žele da ga imaju.

## Pozadina nezavisnosti

### Separatizam, pobuna i podela
Od Unije 1801. do 6. decembra 1922. cela Irska je bila deo Ujedinjenog Kraljevstva Velike Britanije i Irske. Međutim, od 1880-ih godina postojala je dugogodišnja nacionalistička agitacija za autonomiju ili Domaća vladavina. Drugi, radikalniji glasovi kao što je Irsko republikansko bratstvo pozivali su na nezavisnost, ali su oni bili u manjini.
U periodu 1912–1913, liberalna vlada u Britaniji je predložila Zakona o domaćoj upravi. Uzbunjeni, unionisti na severu organizovali su Alsterske dobrovoljce, naoružanu miliciju koja je predložila da se silom odupre Domaćoj vladavina. Nacionalisti su kao odgovor osnovali Irske dobrovoljce. Kao rezultat ovog sukoba, podela Irske je predložena u trosmernim razgovorima između Irske parlamentarne partije, Unionističke partije i britanske vlade. Godine 1914, Britanski parlament je usvojio Treći irski zakon o domaćoj upravi, ali je suspendovao njegovo dejstvo sve do posle Prvog svetskog rata.
Nacionalistički vođa Džon Redmond obećao je podršku britanskim ratnim naporima i mnogi Irci su služili u Britanskoj vojsci (pogledati Irska i Prvi svetski rat), ali rat i frustracija nacionalističkih ambicija u pogledu državne uprave doveli su do radikalizacije irskog nacionalizma. Godine 1916, grupa aktivista IRB-a u okviru Irskih dobrovoljaca predvodila je pobunu usmerenu na irsku nezavisnost u Dablinu, poznatu kao Uskršnji ustanak. Pobuna nije imala podršku javnosti i ugušena je u roku od nedelju dana, ali pogubljenje njenih vođa i kasnija masovna hapšenja radikalnih nacionalističkih aktivista pokazali su se veoma nepopularnim u nacionalističkoj javnosti. Odmah nakon ustanka, na Irskoj konvenciji je učinjen još jedan pokušaj da se reši ćorsokak oko Domaće vladavine, ali bez uspeha. Konačno, britanski predlog da se regrutacija za rat proširi na Irsku izazvao je širok otpor (videti Krizu regrutacije iz 1918.) i diskreditovao je Irsku parlamentarnu stranku koja je podržavala britanske ratne napore.
Svi ovi faktori doveli su do zamaha ka podršci Šin Fejnu – stranci koju su vodili veterani Uskršnjeg ustanka i koja se zalagala za nezavisnu Irsku Republiku. Na Opštim izborima u Irskoj 1918. godine, Šin Fejn je osvojio ogromnu većinu mesta, od kojih su mnoga bila neosporna. Izabrani kandidati Šin Fejna odbili su da prisustvuju Britanskom parlamentu u Vestminsteru i umesto toga okupili su se u Dablinu kao novi revolucionarni parlament pod nazivom „Dejl Ieren”. Oni su proglasili postojanje nove države pod nazivom „Irska republika“ i uspostavili sistem vlasti koji će biti rival institucijama Ujedinjenog Kraljevstva.
Prvi sastanak Dejla poklopio se sa neovlašćenim pucanjem na dvojicu muškaraca RIC-a u Tiperiju, što se sada smatra povodom za izbijanje Irskog rata za nezavisnost. Od 1919. do 1921. irski dobrovoljci (sada preimenovani u Irska republikanska armija, koju je Dejl smatrao vojskom nove Irske Republike) učestvovali su u gerilskom ratu protiv Britanske vojske, RIC-a i paravojnih policijskih jedinica poznatih kao Crni i braon i Pomoćna divizija. Nasilje je počelo sporo, sa samo 19 smrtnih slučajeva 1919. godine, ali je naglo eskaliralo od druge polovine 1920. i samo u prvih šest meseci 1921. bilo je 1.000 mrtvih na svim stranama. Glavni politički vođa republikanskog pokreta bio je Ejmon de Valera – predsednik Republike. Međutim, veći deo sukoba proveo je u Sjedinjenim Državama, prikupljajući novac i podršku za irski pokret. U njegovom odsustvu, dvojica mladića, Majkl Kolins i Ričard Malkahi, postali su istaknuti kao tajne vođe IRA – respektivno direktor obaveštajne službe i načelnik štaba gerilske organizacije.
Bilo je nekoliko neuspešnih pokušaja da se pregovara o okončanju sukoba. U leto 1920, britanska vlada je predložila Zakon o vladi Irske iz 1920 (koji je usvojen 3. maja 1921) čime je predviđena podela ostrva Irske na dva autonomna regiona Severnu Irsku (šest severoistočnih okruga) i Južnu Irsku (ostatak ostrva, uključujući njegov najseverniji okrug, Donegal). Međutim, to nije bilo prihvatljivo za južne republikance i samo je entitet Severna Irska osnovan prema Zakonu 1921. godine. Politički entitet Južne Irske zamenjen je 1922. stvaranjem Irske slobodne države.
Posle daljih neuspešnih pregovora u decembru 1920, gerilski sukob je okončan u julu 1921, primirjem između IRA i Britanaca. Pregovori su tada formalno započeli u potrazi za mirovnim sporazumom.
U izvesnoj meri, rat za nezavisnost je razotkrio političke i verske pukotine u irskom društvu. IRA je ubila preko 200 civila kao navodnih doušnika u sukobu. Navodi se da su grupe poput protestanata i bivših vojnih lica bile neproporcionalno zastupljene u ovom broju – što je argument koji drugi istoričari osporavaju. Međutim, da li zbog nasilja i zastrašivanja ili zbog njihove lojalnosti britanskom prisustvu u Irskoj, između 1911. i 1926. oko 34 odsto protestantskog stanovništva Slobodne države – ili oko 40.000 ljudi – napustilo je 26 okruga, otišavši uglavnom u Severnu Irsku ili Veliku Britaniju. Iako je za to bilo mnogo razloga, otcepljenje od Ujedinjenog Kraljevstva bilo je faktor u protestantskoj emigraciji.

## Literatura
- Breen, Richard;  . (2016). Understanding contemporary Ireland: state, class and development in the Republic of Ireland. Springer..
- Chubb, Basil. The government and politics of Ireland (3rd ed. Routledge, 2014).
- Daly, Mary E (2016). Sixties Ireland: Reshaping the Economy, State and Society, 1957–1973. Cambridge UP..
- Hoppen, K. Theodore. Ireland since 1800: conflict and conformity (Routledge, 2013).
- Lee, J.J. Ireland: 1912–1985 (1989), ch 3-8.
- Powell, Fred (2017). The Political Economy of the Irish Welfare State: Church, State and Capital. Policy Press..
- Rees, Catherine, ed (2013). Changes in Contemporary Ireland: Texts and Contexts..
- Riain, Seán Ó. The Rise and Fall of Ireland's Celtic Tiger: Liberalism, Boom and Bust (Cambridge UP, 2014).
- Fanning, Bryan (2008). The quest for modern Ireland: the battle for ideas, 1912-1986. Irish Academic Press..
- Girvin, Brian (2009). „Beyond Revisionism? Some Recent Contributions to the Study of Modern Ireland.”. English Historical Review. 124 (506): 94—107..
- Gkotzaridis, Evi (2013). Trials of Irish History: Genesis and Evolution of a reappraisal. Routledge..
- Perry, Robert (2016). Revisionist Scholarship and Modern Irish Politics. Routledge..
- Catriona Crowe, Ronan Fanning, Michael Kennedy, Eunan O'Halpin and Dermot Keogh (eds), Documents on Irish Foreign Policy, Volume VI: 1939–1941 (Royal Irish Academy, Dublin 2008)  978-1-904890-51-5.
- Catriona Crowe, Ronan Fanning, Michael Kennedy, Dermot Keogh and Eunan O'Halpin (eds), Documents on Irish Foreign Policy, Volume VII: 1941–1945 (RIA series). 2010.  978-1-904890-63-8.
- Duggan, John P. Herr Hempel at the German Legation in Dublin 1937–1945 (Irish Academic Press) 2003.  978-0-7165-2746-6.
- Gray, Tony The Lost Years – The Emergency in Ireland 1939–45 (Little, Brown & Co) 1997.  978-0-316-88189-0.
- Girvin, Brian The Emergency: Neutral Ireland 1939–45 (Macmillan) 2006.  978-1-4050-0010-9.
- Ó Longaigh, Seosamh Emergency Law in Independent Ireland 1922–1948 (Four Courts) 2006.  978-1-85182-922-4.
- „Debate on the Treaty between Great Britain and Ireland, signed in London on the 6th December 1921: Sessions 14 December 1921 to 10 January 1922”. celt.ucc.ie. Приступљено 23. 8. 2019.
- A record of some mansions and houses destroyed 1922–23. The Irish Claims Compensation Association. 1924.
- Walsh, Paul V (1998). „The Irish Civil War 1922–23 - A Study of the Conventional Phase”. NYMAS. Приступљено 23. 8. 2019.
- Collins, Mary Elizabeth (1993). Ireland 1868-1966. Educational Company of Ireland. ISBN 978-0-86167-305-6.
- Coogan, Tim Pat (1993). De Valera: long fellow, long shadow. Hutchinson. ISBN 978-0-09-175030-5.
- Dolan, Anne (2006). Commemorating the Irish Civil War: History and Memory, 1923-2000. Cambridge University Press. ISBN 978-0-521-02698-7.
- Harrington, Niall C. (1992). Kerry Landing, August, 1992: An Episode of the Civil War. Anvil Books. ISBN 978-0-947962-70-8.
- Hopkinson, Michael (1988). Green Against Green: The Irish Civil War. Gill and Macmillan. ISBN 978-0-7171-1202-9.
- Neeson, Eoin (1989). The Civil War, 1922-23. Poolbeg. ISBN 978-1-85371-013-1.
- O'Malley, Ernie (1978). The Singing Flame. Anvil Books. ISBN 978-0-900068-40-9.
- Ryan, Meda (1986). Liam Lynch: the real chief. Mercier Press. ISBN 978-0-85342-764-3.
- Younger, Calton (1968). Ireland's Civil War. Muller. OCLC 251869158.
- Kissane, Bill (2005). The Politics of the Irish Civil War. Oxford: Oxford University Press. стр. 11. ISBN 978-0-19-927355-3.
- The Treaty Debates December 1921 January 1922 on-line : CELT: The Corpus of Electronic Texts
- Fanning, Ronan (1983). Independent Ireland. Dublin: Helicon, Ltd.</ref>
- Fisk, Robert (1983). In Time of War: Ireland, Ulster and the Price of Neutrality 1939–1945. Ireland: A. Deutsch; Brandon. ISBN 978-0-233975-14-6.

## Spoljašnje veze
- Largely anecdotal account related to the British position on Irish neutrality and contacts with U-Boats
- No.1 Internment camp "K-Lines" in the Curragh housed IRA, British, and German personnel